# 주간고속도로 하와이 제1호선

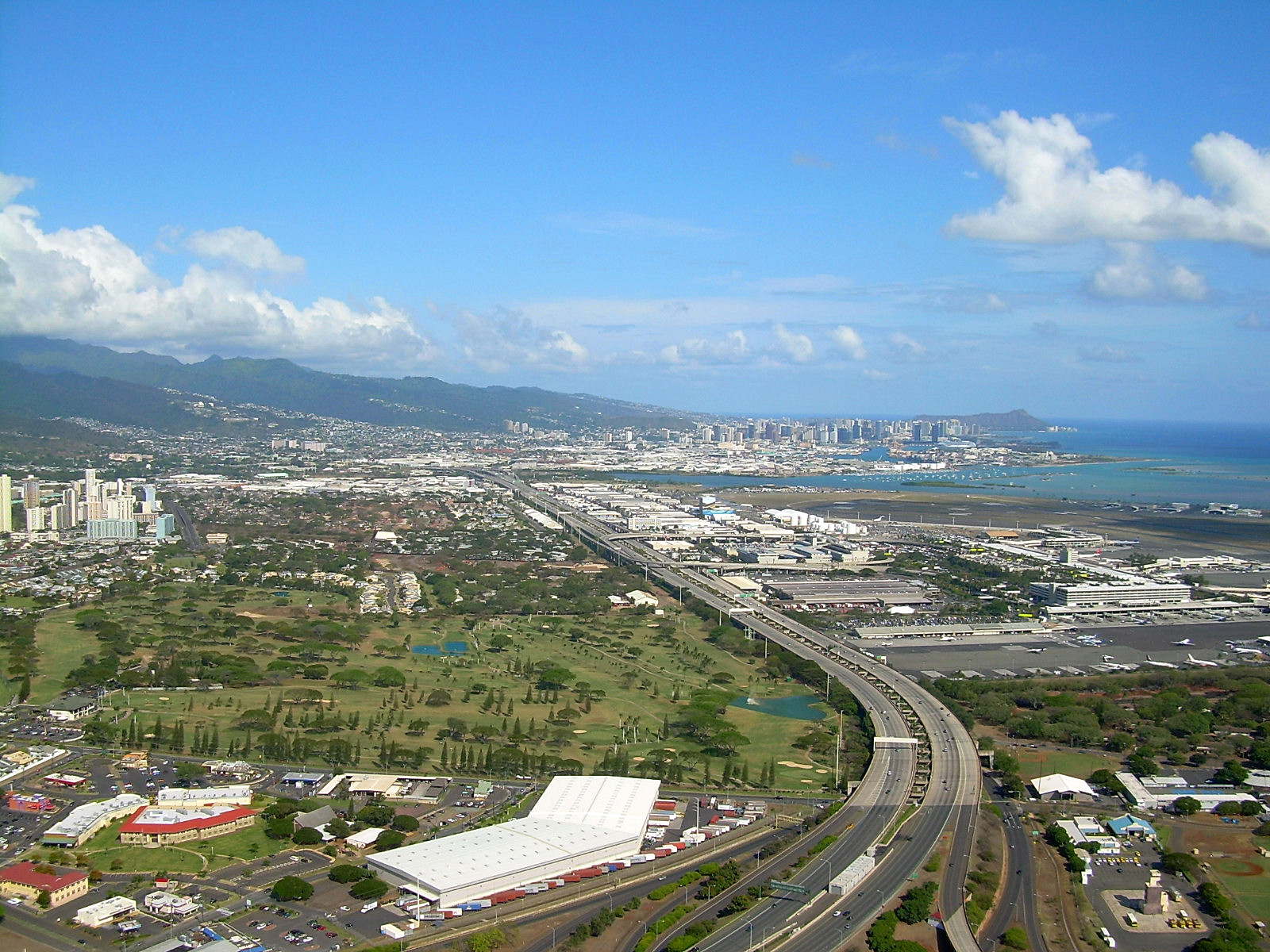
상공을 통해 항공뷰로 바라본 H-1 전경 (동쪽으로 향한 상태)
대니얼 K. 이노우에 국제공항에서 호놀룰루 도심으로 바라보고 있는 모습

주간고속도로 하와이 제1호선(Interstate H-1)은 미국 하와이주 카폴레이에서 출발하여 펄 시티와 할라와를 거쳐 호놀룰루까지 이어주는 총 연장 43.71 km의 거리를 가진 주간고속도로 노선이다. 그러나 이 도로는 하와이주에 놓인 도로망 중에서 H-2, H-3호선의 간선형과 유일한 보조 노선인 H-201호선 등 4개의 노선을 가지고 있는 것으로 알려져 오고 있지만, 미국 하와이주 고속도로 노선 중 가장 길고 혼잡이 심한 노선으로 꼽힌다. 또한 해당 고속도로는 오아우섬 안에 위치하고 있다. 다만 해당 숫자를 부여하고 있는 도로 특성상 해당 도로의 선형은 동서를 이루고 있다. 미국 본토로 따지자면 주간고속도로 제10호선과 같은 개념으로 봐야 한다. 그래서 미국의 최남단이자 최서단의 고속도로 노선 중의 하나이기도 하다.

## 주간고속도로 하와이 제4호선 관련
또한 주간고속도로 하와이 제4호선도 1960년대부터 제안 단계에 들어가려고 계획하였으나, 원래 계획된 노선으로 따지자면 총 연장 6.5마일(약 10.5 km)로 설계하려고 하였던 것으로 보인다. 다만 해당 고속도로 사업은 어른의 사정으로 인해 건설되지 못한 상태에 이른 것으로 보인다.

## 보조 노선
모아나루아 간선도로의 일부 구간으로 흔히 알려진 주간고속도로 하와이 제201호선이 해당 고속도로의 보조 노선으로 알려져 왔다. 다만 주간고속도로 H-201호선은 2004년 중반부터 하와이주도 제78호선으로 변경되어 오늘에 이르고 있다.

## 통과하는 도로 및 연선 시설
고속도로
- 주간고속도로 하와이 제2호선
- 주간고속도로 하와이 제3호선
- 주간고속도로 하와이 제201호선

주도
- 하와이주도 제93호선
- 하와이주도 제95호선
- 하와이주도 제76호선
- 하와이주도 제750호선
- 하와이주도 제7101호선
- 하와이주도 제92호선
- 하와이주도 제7415호선
- 하와이주도 제63호선
- 하와이주도 제61호선
- 하와이주도 제98호선
- 하와이주도 제72호선

기타 도로 및 구조물
- 카메하에하 하이웨이(영어판)
- 대니얼 K. 이노우에 국제공항

## 같이 보기
- 관련 항목 : 하와이주의 도로 목록(영어판)
- 하위 도로 : 주간고속도로 하와이 제201호선